# Боров-Дол
Бо́ров-Дол (болг. Боров дол) — село в Сливенській області Болгарії. Входить до складу общини Твирдиця.

## Населення
За даними перепису населення 2011 року у селі проживали 517 осіб.
Національний склад населення села:
| Національність   | Кількість осіб | Відсоток |
| ---------------- | -------------- | -------- |
| болгари          | 331            | 68,5 %   |
| турки            | 89             | 18,4 %   |
| інша             | 59             | 12,2 %   |
| Всього відповіли | 483            |          |

Розподіл населення за віком у 2011 році:
Динаміка населення: